# Trobiolo (Borno)
Il Trobiolo è un torrente della Val Camonica, in provincia di Brescia, lungo circa 12 km.
Nasce da due fonti posta l'una al Passo del Costone (1937 m), l'altra a 1869 m sul monte San Fermo (2356 m). Sfocia nel fiume Oglio nel comune di Piancogno.
Il suo bacino viene chiamato localmente l'altopiano del Sole e comprende i comuni di Borno, Ossimo e Piancogno.